# Csi Junnam
Csi Junnam (hangul: 지윤남, handzsa: 志尹南, RR: Ji Yun-Nam; Phenjan, 1976. november 20.) észak-koreai válogatott labdarúgó, jelenleg az észak-koreai bajnokságban szereplő 4.25 játékosa.

## Góljai a válogatottban
| # | Dátom             | Helyszín                              | Ellenfél | Gólok | Végeredmény | Kiírás                           |
| - | ----------------- | ------------------------------------- | -------- | ----- | ----------- | -------------------------------- |
| 1 | 2008. február 23. | Csungking, Kína                       | Kína     | 1–3   | Vereség     | 2008-as Kelet-ázsiai kupa        |
| 2 | 2010. június 15.  | Johannesburg, Dél-afrikai Köztársaság | Brazília | 1–2   | Vereség     | 2010-es labdarúgó-világbajnokság |